# San Simone (isola)
L'isolotto San Simone, scoglio Simone o Simon
(in croato: Jaz o Šimun) è un isolotto della Croazia, situato di fronte alla costa dalmata, a nord-ovest di Rogosnizza. Amministrativamente, assieme agli altri isolotti antistanti il porto, appartiene al comune di Rogosnizza, nella regione di Sebenico e Tenin.

## Geografia
L'isolotto ha una superficie di 0,137 km², uno sviluppo costiero di 2,07 km e un'altezza massima è di 40,03 m. Si trova a breve distanza dalla terraferma, a soli 50 m, a nord-ovest rispetto all'entrata al porto di Rogosnizza.

### Isolotti e scogli adiacenti

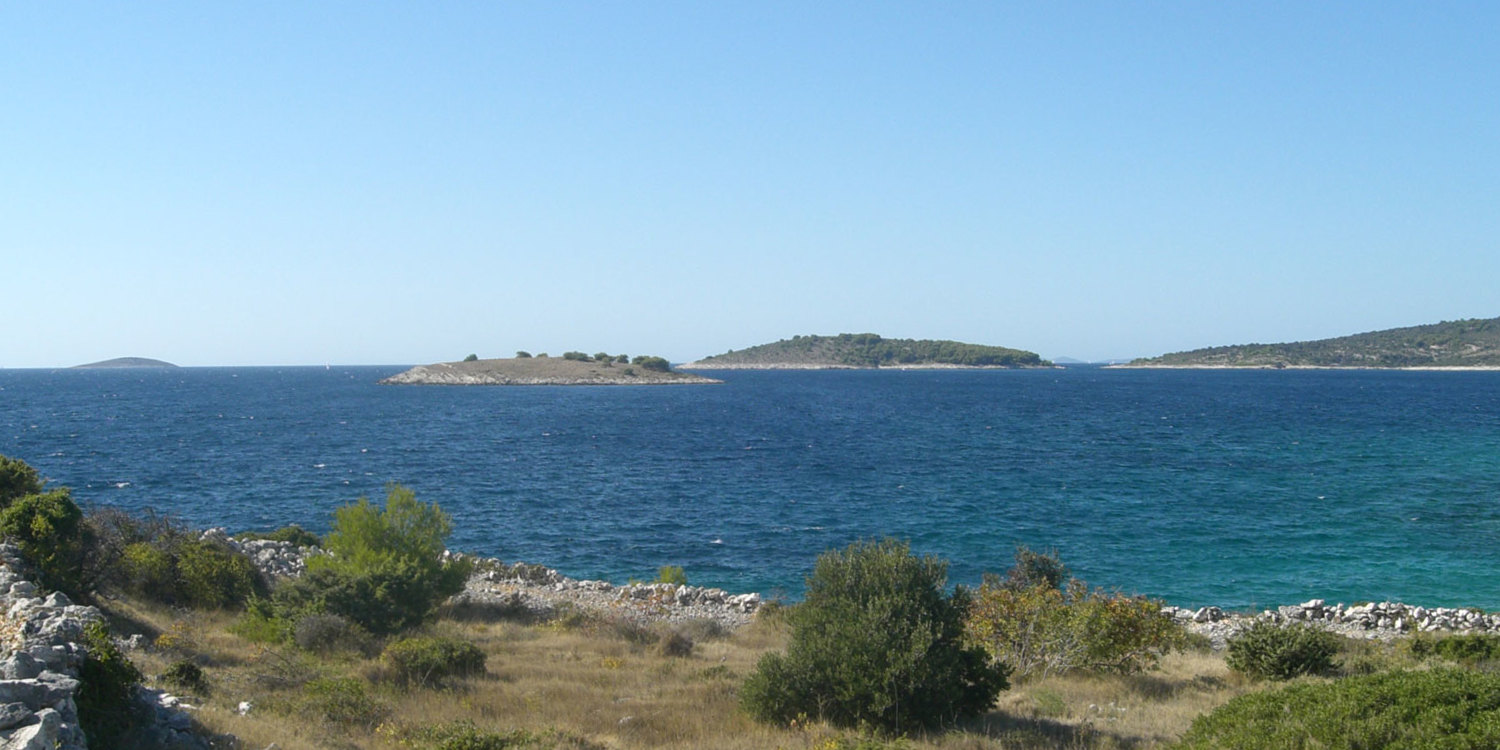
L'isolotto del Porto e San Simone (al centro)

- Isolotto del Porto (Lukvenjak), situato 1,2 km a sud-est di San Simone.
- Isolotti Smoquizza (Smokvica Vela e Smokvica Mala), a sud.
- Suilan (Svilan), circa 3,2 km a ovest di San Simone.

### Cartografia
- (HR) Mappa topografica della Croazia 1:25000, su preglednik.arkod.hr. URL consultato il 9 gennaio 2017.
- G. Giani, Carta prospettiva delle Comuni censuarie della Dalmazia, foglio 6, 1839. Fondo Miscellanea cartografica catastale, Archivio di Stato di Trieste.